# Hiroshima (Han)

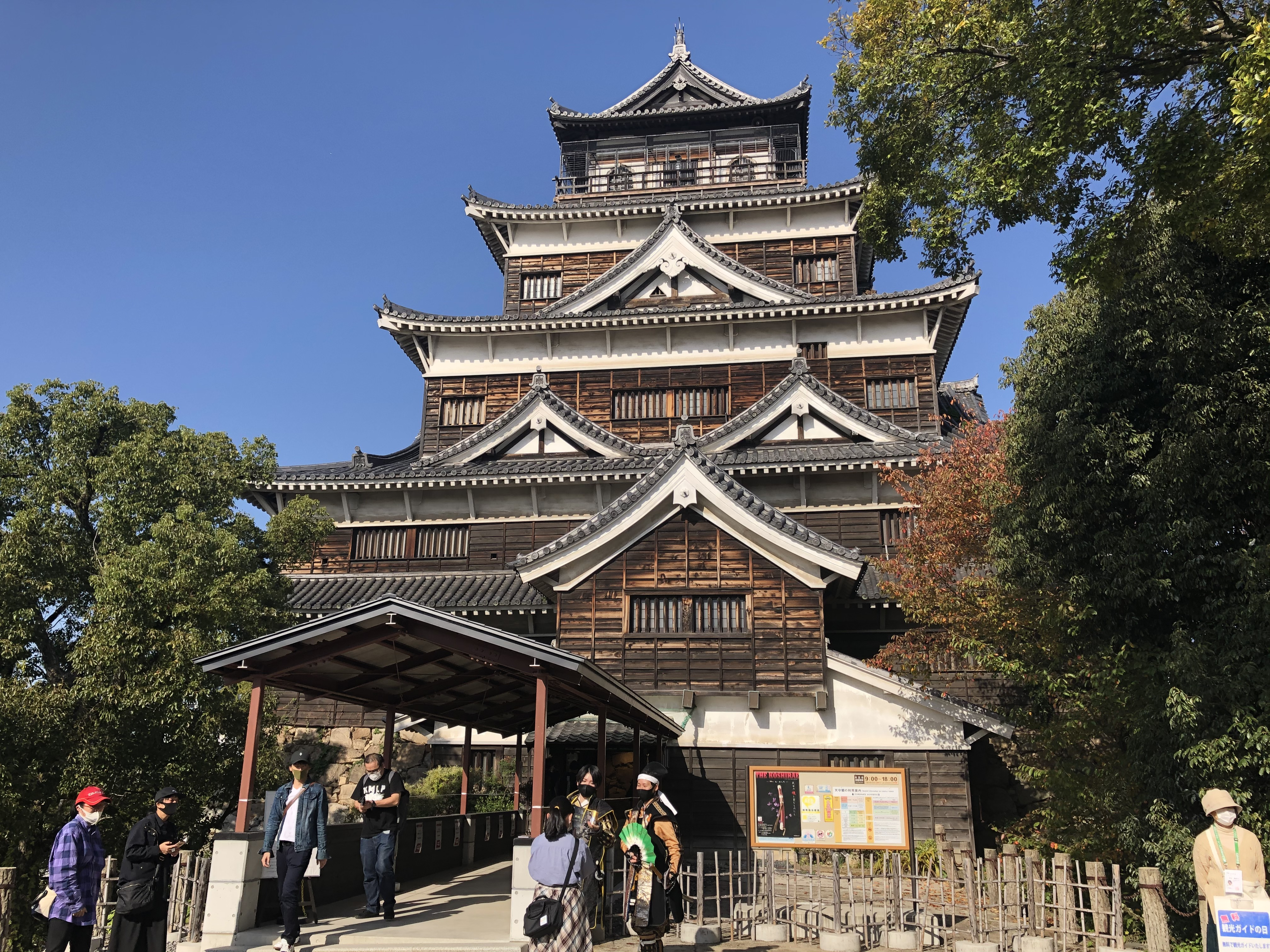
Burg Hiroshima

Hiroshima (japanisch 広島藩 Hiroshima-han) war ein Han, ein frühneuzeitliches Fürstentum/Großlehen/Daimyat der Edo-Zeit in Japan. Manchmal wird es nach der Provinz auch Geishū (芸州藩 -han) oder Aki (安芸藩 -han) genannt. Sein Sitz befand sich auf der Burg Hiroshima mit der sich entwickelnden Burgstadt Hiroshima im Kreis Aki der Provinz Aki im westjapanischen San’yōdō. Für den Großteil der Edo-Zeit, durchgehend seit dem Jahr Genna 5 (jul./greg. 1619–20), wurde Hiroshima von den Asano als tozama-daimyō beherrscht („äußere Fürsten“, die die Tokugawa erst mit dem endgültigen militärischen Sieg in Sekigahara 1600 unterworfen hatten). Das Territorium von Hiroshima umfasste für die meiste Zeit praktisch die gesamte Provinz Aki sowie acht Landkreise der Provinz Bingo und erbrachte ein Gesamtnominaleinkommen von über 420.000 Koku, womit es zu den mächtigsten nicht von Tokugawa-Familienzweigen oder -Verbündeten kontrollierten Fürstentümern gehörte. Ab dem Jahr Kyōhō 15 (greg. 1730–31) herrschte ein Familienzweig der Asano über das Zweiglehen Hiroshima-Shinden (広島新田藩 -han) mit Sitz in Yoshida im Kreis Takata (heute Stadt Aki-Takata).
In der Meiji-Restauration wurde aus dem Hiroshima-han inklusive Zweig-han 1871 bei der haihan chiken, der Abschaffung von -han und Einrichtung von -ken, die Hiroshima-ken, die Präfektur Hiroshima.